# فرد كريست
فرد كريست (6 أغسطس 1930 بنيويورك في الولايات المتحدة - ) (بالإنجليزية: Fred Christ)‏ هو لاعب كرة سلة أمريكي في مركز مدافع مسدد الهدف. لعب مع نيويورك نيكس.

## وصلات خارجية
- فرد كريست على موقع إن بي أي (الإنجليزية)
- فرد كريست على موقع سبورتس رفرنس (الإنجليزية)
- فرد كريست على موقع ريلجم (الإنجليزية)
- فرد كريست على موقع بروبوليرز (الإنجليزية)